# Matti Lähde
Matti Ensio Lähde (Joutseno, 14 maggio 1911 – Lappeenranta, 2 maggio 1978) è stato un fondista finlandese.
Era padre dell'hockeista su ghiaccio Kyösti, a sua volta atleta di alto livello.

## Biografia
Originario di Pellisenranta di Joutseno, nel 1935 ha vinto il suo primo titolo nazionale nella 17 km e si classificò terzo nella 50 km di Holmenkollen, ottenendo così la convocazione per i IV Giochi olimpici invernali di Garmisch-Partenkirchen 1936. A Garmisch-Partenkirchen conquistò la medaglia d'oro nella staffetta 4×10 km insieme a Klaes Karppinen, Sulo Nurmela e Kalle Jalkanen con il tempo di 2:41:33,0; prese parte anche alla 18 km, chiusa al 15º posto.
La sua ultima partecipazione a un evento internazionale fu quella ai Mondiali del 1938, dove giunse 16° nella 18 km. In campo nazionale tuttavia continuò a gareggiare fino alla fine degli anni quaranta, vincendo altri due titoli finlandesi, la 50 km di Lahti nel 1941, la 17 km di Puijo nel 1943 e la 50 km di Puijo nel 1946. Chiuse la carriera nel 1948 con un nono posto nella Vasaloppet.

## Palmarès

### Olimpiadi
- 1 medaglia, valida anche ai fini iridati:
  - 1 oro (staffetta a Garmisch-Partenkirchen 1936)

### Campionati finlandesi
- 3 ori (17 km nel 1935; 18 km nel 1939; staffetta nel 1945)[1]